# Allium shevockii
Allium shevockii — вид трав'янистих рослин родини амарилісові (Amaryllidaceae), ендемік Каліфорнії, США.

## Опис
Цибулин 2–10+, є ниткоподібні (3–10 см) кореневища, закінчуються цибулинами та / або 1–2 прикореневими цибулинами, які, в свою чергу, можуть утворювати ниткоподібні кореневища, ± круглої форми, 1–1.5 × 1–1.5 см; зовнішні оболонки містять одиночну цибулину, коричневі, перетинчасті; внутрішні оболонки світло-жовті. Листки стійкі, в'януть від кінчиків у період цвітіння, 1; листові пластини циліндричні, 20–40 см × 2–4 мм. Стеблини стійкі, одиночні, прямостійні, циліндричні, 10–20+ см × 1–5 мм. Зонтик стійкий, прямостійний, компактний, 12–30-квітковий, кулястий, цибулинки невідомі. Квіти дзвінчасті, 12–14 мм; листочки оцвітини розлогі, неоднакові; зовнішні — бордові, оберненояйцюваті, краї нерівномірно мілко зубчасті, верхівка гостра до коротко гострої, внутрішні — бордові дистально, білі проксимально, яйцеподібні, в'януть при плодах, краї цілі, верхівка гостра. Пиляки жовті; пилок жовтий. Насіннєвий покрив блискучий. 2n = 14.
Період цвітіння: червень — липень.

## Поширення
Ендемік Каліфорнії, США.
Населяє ґрунтові кишені на сланцевих відслоненнях, під охороною; 2200–2400 м.